# پرورشگاهی‌ها (مجموعه تلویزیونی)
پرورشگاهی‌ها یا فاسترها (به انگلیسی: The Fosters) یک سریال درام خانوادگی به کارگردانی پیتر پیج و بردلی بردوِگ محصول کشور آمریکا است که از سال ۲۰۱۳ تا ۲۰۱۸ میلادی از شبکهٔ ای‌بی‌سی خانوادگی پخش شد. این سریال داستان زندگی پیچیدهٔ خانواده ای ساکن شهر سن دیگو به نام فاستر را دنبال می‌کند که یک زوج لزبین به نام‌های استف و لینا، چهار نوجوان را به فرزندخواندگی قبول کرده‌اند.
فصل اول این سریال به‌طور کلی نقدهای مطلوب و تحسین خاصی را برای به تصویر کشیدن مضامین ال‌جی‌بی‌تی دریافت کرد. همچنین این فیلم دو جایزه رسانه‌ای گلد و یک جایزه از جوایز برگزیده نوجوانان را به دست آورده‌است.
جنیفر لوپز جزو تهیه‌کنندگان این سریال بود و از ابتدا ضمن حمایت از محتوای پروژه، در ساخت و توسعه آن نقش به سزایی داشت. از سال ۲۰۱۹ یک اسپین‌آف از این سریال به نام دردسر خوب در حال پخش است.

## داستان
این سریال زندگی یک افسر پلیس به نام استف و شریک زندگی او لینا یک معاون مدرسه را دنبال می‌کند. استف و لینا والدین برندون، پسر بیولوژیکی استف از ازدواج قبلی او، و دوقلوهایی به نام‌های هیسوس و ماریانا هستند که در کودکی به فرزندخواندگی پذیرفته شده‌اند. وقتی سریال شروع می‌شود، این زوج دو نوجوان دیگر به نام‌های کَلی و جود را می‌گیرند که بعداً آنها را به فرزندخواندگی قبول می‌کنند.
بیشتر فضای فیلم در حومه ساکت و آرام منطقه ای در سن دیگو، در خانه فاسترها و مدرسه آن منطقه دنبال می‌شود.

## شخصیت‌ها[۱۰][۱۱]

### استف آدامز-فاستر
استفانی ماری فاستر یک افسر پلیس است که بعد از طلاق از همسرش مایک، با لینا آدامز در رابطه و یک پسر بیولوژیکی به نام برندون از ازدواج اولش دارد. او با لینا در مهد کودک برندون آشنا و به او علاقه‌مند شد و بعد از آن ازدواج کرده‌اند.

### لینا آدامز-فاستر
با نام کامل لینا الیزابت آدامز معاون دبیرستان انکور بیچ است؛ دبیرستانی که تمام فرزندانشان در آن درس می‌خوانند.

### برندون آدامز-فاستر
برندون بزرگ‌ترین فرزند خانواده، یک آهنگساز و گیتاریست با استعداد است. او قبل از ورود کلی به زندگیشان با دوست دختر خود، تالیا بنکس رابطه داشت ولی بعد از آمدن کلی و حسادت‌های تالیا با او بهم می‌زند.

او عاشق کلی می‌شود ولی با وجود بحث فرزندخواندگی او در خانواده، از نظر عرفی و قانونی نمی‌تواند رابطه ای با او داشته باشد و این موضوع در تمام مدت او را اذیت می‌کند.

### کلی آدامز-فاستر
با نام اصلی کلی جیکوب که یک برادر کوچکتر به نام جود دارد. به دلیل اختلاف با پدرخوانده‌اش به اموال او آسیب زده، مدتی را در زندان نوجوانان به سر برده، حال آزاد شده و به طریقی با لینا فاستر آشنا می‌شود و او قبول می‌کند مدتی سرپرستی اش را به عهده بگیرد.

با ورودش به خانواده فاسترها به سرعت با برندون ارتباط می‌گیرد و پیش از بقیه به او اعتماد می‌کند و قضیه پدرخوانده و برادرش را برای او تعریف می‌کند و با کمک او برادرش را پیش خودش می‌آورد. با گذشت زمان رابطه بین او و برندون جدی می‌شود اما این موضوع در سرپرستی او توسط فاسترها مشکل ایجاد می‌کند.

### هیسوس آدامز-فاستر
هیسوس برادرخواندهٔ کوچکتر برندون است و در ۵ سالگی توسط استف و لینا به همراه خواهرش ماریانا به سرپرستی گرفته شده‌اند. او عضو تیم کشتی دبیرستان است و مشکلات عصبی و پرخاشگری دارد.

او بورسیه یک مدرسه شبانه‌روزی کشتی در کلرادو را دریافت می‌کند و به دلیل مصرف قرص‌های انرژی زا با تغییرات بدنی بسیاری از آنجا بازمی‌گردد.

### ماریانا آدامز-فاستر
ماریانا خواهر هیسوس و دختری شیک پوش و اهل مد است که در کار با کامپیوتر حرفه‌ای است و دوست دارد خودش را در هرکاری که برایش لذت‌بخش است، درگیر کند.

### جود آدامز-فاستر
با نام اصلی جود جیکوب، برادر کوچکتر کلی و کوچک‌ترین عضو خانواده، پسری آرام، سر به زیر و مؤدب که در مورد گرایش جنسی خود مطمئن نیست.

## بازیگران
| شخصیت               | بازیگر        | فصل‌ها | فصل‌ها | فصل‌ها | فصل‌ها | فصل‌ها |
| شخصیت               | بازیگر        | ۱     | ۲     | ۳     | ۴     | ۵     |
| ------------------- | ------------- | ----- | ----- | ----- | ----- | ----- |
| استفانی آدامز-فاستر | تری پولو      | اصلی  | اصلی  | اصلی  | اصلی  | اصلی  |
| لینا آدامز-فاستر    | شری سام       | اصلی  | اصلی  | اصلی  | اصلی  | اصلی  |
| هیسوس آدامز-فاستر   | جیک تی. آستین | اصلی  | اصلی  |       |       |       |
| هیسوس آدامز-فاستر   | نوحا سنتینو   |       |       | اصلی  | اصلی  | اصلی  |
| جود آدامز-فاستر     | هیدن بایرلی   | اصلی  | اصلی  | اصلی  | اصلی  | اصلی  |
| برندون آدامز-فاستر  | دیوید لمبرت   | اصلی  | اصلی  | اصلی  | اصلی  | اصلی  |
| کَلی آدامز-فاستر     | مایا میچل     | اصلی  | اصلی  | اصلی  | اصلی  | اصلی  |
| ماریانا آدامز-فاستر | سیه‌را رامیرز  | اصلی  | اصلی  | اصلی  | اصلی  | اصلی  |

### سایر بازیگران
- دنی نوچی در نقش مایک فاستر، پدر بیولوژیکی برندون و همسر سابق استف
- الکساندرا بارتو در نقش آنا گوتیِرز، مادر بیولوژیکی هیسوس و ماریانا
- بیانکا سانتوس در نقش لکسی ریویرا، دوست دختر سابق هیسوس و بهترین دوست ماریانا
- کیتلین کارور در نقش هیلی هینز دوست دختر سابق هیسوس و دوست ماریانا
- مدیسن بیتی در نقش تالیا بنکس، دوست دختر سابق برندون
- لوئیس هانتر در نقش نیک استراتوس، دوست هیسوس
- گوین مکینتاش در نقش کانور استیونز، بهترین دوست جود
- الکس ساکسون در نقش وایِت، دوست پسر سابق کالی
- روزی اودانل در نقش ریتا هندریکس، رهبر خانهٔ گروهی دختران متحد
- آنیکا مارکس در نقش مونته پورتر، مدیر دبیرستان انکوربیچ
- جی علی در نقش تیموتی، دبیر زبان دبیرستان انکور بیچ
- جوردن رودریگز در نقش متیو «مت» تان، هم گروه برندون و دوست پسر سابق ماریانا
- اشلی آرگوتا در نقش لوسی «لو» چان، هم گروه برندون و دوست دختر سابقش
- آماندا لیتون در نقش اما، دوست دختر سابق هیسوس و عضو تیم کشتی دبیرستان
- دافنی کلارک در نقش دفنی کین، دوست کالی در دختران متحد
- کر اسمیت در نقش رابرت کویین پدر بیولوژیکی کلی
- بیلی مدیسن در نقش سوفیا کویین خواهر ناتنی کلی
- والری دیلمن در نقش جیل کویین، همسر دوم رابرت کویین و مادر سوفیا
- جولیان د لا سل در نقش زک راجرز، دوست پسر سابق ماریانا
- رومی روزمونت در نقش آماندا راجرز مادر زک
- لورین توسان در نقش دانا آدامز، مادر لینا
- آنی پاتس در نقش شارون الکین، مادر استف
- استیون کالینز در نقش استوارت آدامز، پدر لینا (فصل ۱)
- بروس دیویسن در نقش استوارت آدامز، پدر لینا (فصل ۳)
- سام مک‌موری در نقش فرانک کوپر، پدر استف
- تام ویلیامسون در نقش آنتونی جوزف «ای جی» هنسدیل، پسرخواندهٔ مایک
- مارلا سوکولف در نقش دنیل «دنی» کرکلند، دوست دختر سابق مایک
- تام فِلان در نقش کول، دوست دوجنسهٔ کالی در دختران متحد
- چریندا کینچرلو در نقش کیارا، دوست کالی در دختران متحد
- آلیسیا سیکستوس در نقش کارمن کروز، دوست کالی در دختران متحد
- سوزان کرایر در نقش جنا پائول، دوست استف و لینا
- گرت کلیتون در نقش چیس دیلون، دوست پسر سابق مارینا

## بازخورد
(بر اساس میانگین کل بینندگان در هر قسمت)
| فصل | تعداد قسمت‌ها | بازه زمانی (EST)                             | شروع          | شروع                       | پایان         | پایان                      | میانگین |
| فصل | تعداد قسمت‌ها | بازه زمانی (EST)                             | تاریخ         | تعداد بینندگان (به میلیون) | تاریخ         | تعداد بینندگان (به میلیون) | میانگین |
| --- | ------------ | -------------------------------------------- | ------------- | -------------------------- | ------------- | -------------------------- | ------- |
| ۱   | ۲۱           | دوشنبه‌ها ۲۱:۰۰                               | ۳ ژوئن ۲۰۱۳   | ۱٫۴۲                       | ۲۴ مارس ۲۰۱۴  | ۱٫۲۹                       | ۱٫۶۸    |
| ۲   | ۲۱           | دوشنبه‌ها ۲۱:۰۰ (۲۰۱۴) دوشنبه‌ها ۲۰:۰۰ (۲۰۱۵)  | ۱۶ ژوئن ۲۰۱۴  | ۱٫۴۷                       | ۲۳ مارس ۲۰۱۵  | ۱٫۴۵                       | ۱٫۳۹    |
| ۳   | ۲۰           | دوشنبه‌ها ۲۰:۰۰                               | ۸ ژوئن ۲۰۱۵   | ۱٫۲۶                       | ۲۸ مارس ۲۰۱۶  | ۰٫۷۷                       | ۱٫۰۰    |
| ۴   | ۲۰           | دوشنبه‌ها ۲۰:۰۰ (۲۰۱۶) سه شنبه‌ها ۲۰:۰۰ (۲۰۱۷) | ۲۰ ژوئن ۲۰۱۶  | ۰٫۹۱                       | ۱۱ آوریل ۲۰۱۷ | ۰٫۷۲                       | ۰٫۸۰    |
| ۵   | ۲۲           | سه شنبه‌ها ۲۰:۰۰                              | ۱۱ ژوئیه ۲۰۱۷ | ۰٫۸۷                       | ۶ ژوئن ۲۰۱۸   | ۰٫۶۳                       | ۰٫۶۲    |

همچنین این سریال میانگین امتیاز ۹۷ از ۱۰۰ را از وبسایت راتن تومیتوز کسب کرده‌است.

## جوایز
| سال  | جایزه                        | دسته‌بندی                                 | دریافت‌کننده(ها)                     | نتیجه    | منبع   |
| ---- | ---------------------------- | ---------------------------------------- | ----------------------------------- | -------- | ------ |
| ۲۰۱۳ | جوایز برگزیدهٔ نوجوانان       | برنامه تلویزیونی برگزیده                 | پرورشگاهی‌ها                         | برنده    | [ ۳۲ ] |
| ۲۰۱۳ | جوایز برگزیدهٔ نوجوانان       | برنامه تلویزیونی برگزیده تابستان         | پرورشگاهی‌ها                         | نامزدشده | [ ۳۳ ] |
| ۲۰۱۳ | جوایز برگزیدهٔ نوجوانان       | ستاره تلویزیونی برگزیده تابستان: مرد     | جیک تی. آستین                       | نامزدشده | [ ۳۳ ] |
| ۲۰۱۳ | جوایز برگزیدهٔ نوجوانان       | ستاره تلویزیونی برگزیده تابستان: زن      | مایا میچل                           | نامزدشده | [ ۳۳ ] |
| ۲۰۱۴ | جایزه ایمیج                  | کارگردانی برجسته در یک سریال درام        | میلی-سنت شلتون (در اپیزود: "Clean") | نامزدشده | [ ۳۴ ] |
| ۲۰۱۴ | جایزهٔ رسانه‌ای گلد            | سریال درام برجسته                        | پرورشگاهی‌ها                         | برنده    | [ ۳۵ ] |
| ۲۰۱۴ | جایزهٔ رسانه‌ای گلد            | جایزهٔ رسانه‌ای پیشتاز گلد                 | جنیفر لوپز (تهیه‌کننده اجرایی)       | برنده    | [ ۳۵ ] |
| ۲۰۱۴ | جایزهٔ انجمن منتقدان تلویزیون | موفقیت برجسته در برنامه‌نویسی برای جوانان | پرورشگاهی‌ها                         | نامزدشده |        |
| ۲۰۱۴ | جوایز برگزیدهٔ نوجوانان       | سریال درام برگزیده                       | پرورشگاهی‌ها                         | نامزدشده | [ ۳۶ ] |
| ۲۰۱۴ | جوایز برگزیدهٔ نوجوانان       | بازیگر مرد برگزیده درام                  | جیک تی. آستین                       | نامزدشده | [ ۳۶ ] |
| ۲۰۱۴ | جوایز برگزیدهٔ نوجوانان       | بازیگر زن برگزیده درام                   | مایا میچل                           | نامزدشده | [ ۳۶ ] |
| ۲۰۱۴ | جوایز برگزیدهٔ نوجوانان       | ستاره تلویزیونی برگزیده تابستان: مرد     | دیوید لمبرت                         | نامزدشده | [ ۳۶ ] |
| ۲۰۱۴ | جوایز برگزیدهٔ نوجوانان       | ستاره تلویزیونی برگزیده تابستان: زن      | سیه‌را رامیرز                        | نامزدشده | [ ۳۶ ] |
| ۲۰۱۵ | جایزهٔ رسانه‌ای گلد            | سریال درام برجسته                        | پرورشگاهی‌ها                         | نامزدشده | [ ۳۷ ] |
| ۲۰۱۵ | جایزهٔ انجمن منتقدان تلویزیون | موفقیت برجسته در برنامه‌نویسی برای جوانان | پرورشگاهی‌ها                         | برنده    | [ ۳۸ ] |
| ۲۰۱۵ | جوایز برگزیدهٔ نوجوانان       | سریال برگزیده درام                       | پرورشگاهی‌ها                         | نامزدشده |        |
| ۲۰۱۵ | جوایز برگزیدهٔ نوجوانان       | بازیگر زن برگزیده درام                   | مایا میچل                           | نامزدشده |        |
| ۲۰۱۵ | جوایز برگزیدهٔ نوجوانان       | بازیگر مرد برگزیده درام                  | جیک تی. آستین                       | نامزدشده |        |
| ۲۰۱۵ | جوایز برگزیدهٔ نوجوانان       | ستاره تلویزیونی برگزیده تابستان: مرد     | دیوید لمبرت                         | نامزدشده |        |
| ۲۰۱۶ | جایزهٔ برگزیدهٔ مردم           | درام مورد علاقه تلویزیون کابلی           | پرورشگاهی‌ها                         | نامزدشده |        |
| ۲۰۱۶ | جایزهٔ رسانه‌ای گلد            | سریال درام برجسته                        | پرورشگاهی‌ها                         | نامزدشده | [ ۳۹ ] |
| ۲۰۱۶ | جوایز برگزیدهٔ نوجوانان       | بازیگر برگزیده زن تلویزیون: درام         | مایا میچل                           | نامزدشده | [ ۴۰ ] |
| ۲۰۱۶ | جوایز برگزیدهٔ نوجوانان       | برنامه تلویزیونی برگزیده تابستان         | پرورشگاهی‌ها                         | نامزدشده | [ ۴۱ ] |
| ۲۰۱۶ | جوایز برگزیدهٔ نوجوانان       | ستاره تلویزیونی برگزیده تابستان: مرد     | دیوید لمبرت                         | نامزدشده | [ ۴۱ ] |
| ۲۰۱۶ | جوایز برگزیدهٔ نوجوانان       | ستاره تلویزیونی برگزیده تابستان: زن      | سیه‌را رامیرز                        | نامزدشده | [ ۴۱ ] |
| ۲۰۱۸ | جوایز برگزیدهٔ نوجوانان       | سریال درام برگزیده تلویزیون              | پرورشگاهی‌ها                         | نامزدشده | [ ۴۲ ] |
| ۲۰۱۸ | جوایز برگزیدهٔ نوجوانان       | بازیگر درام برگزیده تلویزیون             | مایا میچل                           | نامزدشده | [ ۴۲ ] |